# جائزة البوكر (2019)
تمَّ الإعلانُ عن جائزة بوكر الأدبية 2019 في 14 تشرين الأول/أكتوبر 2019؛ بعدما كان قد أُعلنَ عن القائمة الطويلة للجائزة والتي ضمّت 13 كتابًا مُرشحًا في 23 تمّوز/يوليو، فيما أُعلنت القائمة المختصرة أو القصيرة والتي تضمّ ستّ كتب في الثالث من أيلول/سبتمبر من نفس العام. مُنحت الجائزة بشكلٍ مشتركٍ لمارغريت أتوود عن روايتها الوصايا وبرناردين إيفاريستو عن روايتها فتاة، امرأة، أخرى. كانت هذه هي المرة الأولى التي يتمُّ فيها تقاسم الجائزة منذ عام 1992؛ على الرغم من تغيير قواعد الجائزة فيما بعد والتي كانت تمنعُ حصول اثنين عليها.

## لجنة التحكيم
- بيتر فلورنس
- ليز كالدر
- شياو قوه
- عافوه هيرش
- جوانا ماكجريجور

## المُرشَّحون

### قائمة مختصرة
| المؤلِّف             | العنوان                                 | النوع | البلد                            | الناشر                |
| ------------------ | --------------------------------------- | ----- | -------------------------------- | --------------------- |
| مارغريت آتوود      | الوصايا                                 | رواية | كندا                             | فينتاج، تشاتو وويندوس |
| لوسي إلمان         | البط؛ نيوبريبورت                        | رواية | الولايات المتحدة/المملكة المتحدة | مطبعة جالي بيجار      |
| برناردين إيفاريستو | فتاة، امرأة، أخرى                       | رواية | المملكة المتحدة                  | هاميش هاميلتون للنشر  |
| شيغوزي أبيوما      | أوركسترا الأقليات                       | رواية | نيجيريا                          | ليتل براون للنشر      |
| سلمان رشدي         | كيشوت                                   | رواية | المملكة المتحدة/الهند            | جوناثان كيب للنشر     |
| أليف شفق           | 10 دقائق و38 ثانية في هذا العالم الغريب | رواية | المملكة المتحدة/تركيا            | فايكينج للنشر         |

### قائمة طويلة
| المؤلِّف             | العنوان                                 | النوع | البلد                            | الناشر                |
| ------------------ | --------------------------------------- | ----- | -------------------------------- | --------------------- |
| مارغريت آتوود      | الوصايا                                 | رواية | كندا                             | فينتاج، تشاتو وويندوس |
| كيفن باري          | ليلة عبر القارب إلى طنجة                | رواية | أيرلندا                          | كانونجيت للكتب        |
| أوينكان برايثوايت  | أختي؛ القاتلة المتسلسة                  | رواية | المملكة المتحدة/نيجيريا          | الأطلسي للكتب         |
| لوسي إلمان         | البط؛ نيوبريبورت                        | رواية | الولايات المتحدة/المملكة المتحدة | مطبعة جالي بيغار      |
| برناردين إيفاريستو | فتاة، امرأة، أخرى                       | رواية | المملكة المتحدة                  | هاميش هاميلتون للنشر  |
| جون لانشيستر       | الحائط                                  | رواية | المملكة المتحدة                  | فابر وفابر للنشر      |
| ديبورا ليفي        | الرجل الذي رأى كل شيء                   | رواية | المملكة المتحدة                  | هاميش هاميلتون للنشر  |
| فاليريا لويسيلي    | أرشيف الأطفال المفقود                   | رواية | المكسيك/إيطاليا                  | هاربر كولنز           |
| شيغوزي أُبيوما      | أوركسترا الأقليات                       | رواية | نيجيريا                          | ليتل براون للنشر      |
| ماكس بورتر         | لاني                                    | رواية | المملكة المتحدة                  | فابر وفابر            |
| سلمان رشدي         | كيشوت                                   | رواية | المملكة المتحدة/الهند            | جوناثان كيب للنشر     |
| أليف شفق           | 10 دقائق و38 ثانية في هذا العالم الغريب | رواية | المملكة المتحدة/تركيا            | فايكنج للنشر          |
| جانيت وينترسون     | فرانكشتاين                              | رواية | المملكة المتحدة                  | جوناثان كيب للنشر     |